# Eisenbahnunfall von Breifoss
Der Eisenbahnunfall von Breifoss war der Frontalzusammenstoß eines Personen- und eines Güterzuges auf der Bergenbahn bei Breifoss in Norwegen am 28. Februar 1944. Mehr als 25 Menschen starben.

## Ausgangslage

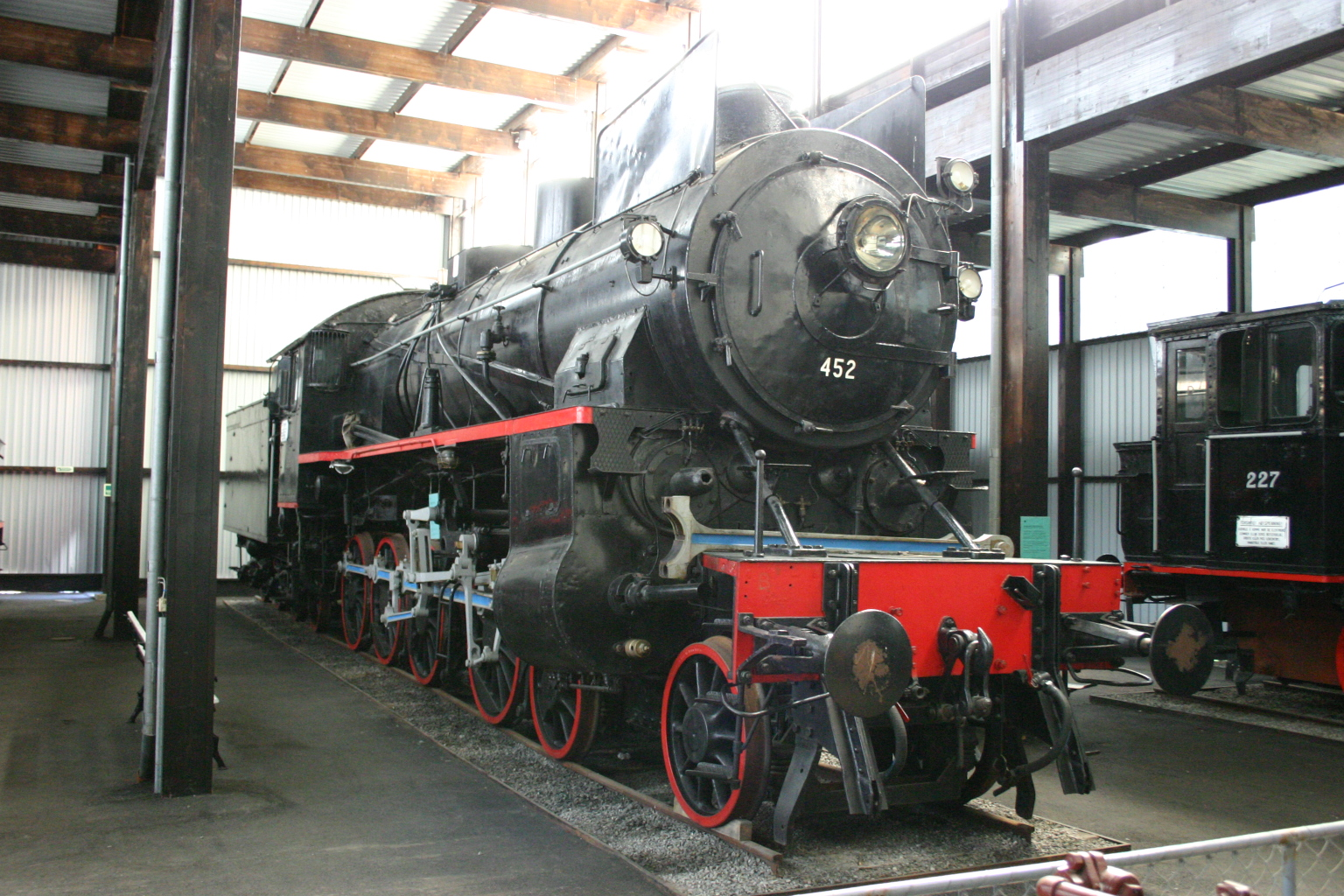
Schwesterlokomotive der Maschine, die den Nachtzug von Oslo zog (Norwegisches Eisenbahnmuseum, Hamar)

Der Unfall ereignete sich während der deutschen Besetzung Norwegens im Zweiten Weltkrieg. Die Bergenbahn ist eine eingleisige Bahnstrecke. Zwei Züge waren an dem Unfall beteiligt:
- Der Nachtzug Nr. 607 von Oslo V nach Bergen, gezogen an der Unfallstelle von der Dampflokomotive Nr. 403 der Baureihe 31b. Die Züge nach Bergen verkehrten während des Krieges vom Westbahnhof (Oslo V) aus, weil ab hier ein längerer Abschnitt mit Elektrolokomotiven zurückgelegt und so Kohle gespart werden konnte.[1]
- In der Gegenrichtung verkehrte von Bergen nach Oslo der Güterzug Nr. 1428, gezogen von der Nr. 169 der Baureihe 39a. Der Güterzug bestand aus zehn Kesselwagen mit Dieselkraftstoff, zwei Wagen mit Fisch, zwei offenen Güterwagen und einem Güterzugbegleitwagen am Zugende, der mit einem Zugführer besetzt war.[1] Die Fahrzeuge waren eine Mischung norwegischer und deutscher Herkunft, die kriegsbedingt schlecht gewartet waren. Der Zug wog 460 t.

Die Fahrt des Güterzugs begann bei relativ gemäßigten Temperaturen und feuchtem Wetter an der norwegischen Westküste und verlief bis zum 1301 m hoch gelegenen Scheitelpunkt der Strecke, Taugevatn, völlig problemlos. Im folgenden Gefälle bis Finse verhielt sich der Zug noch normal. Nach einem Halt im Bahnhof Finse setzte er seine Fahrt fort. Dort betrug die Temperatur allerdings −29 C°, auf der Hardangervidda herrschte strenges Winterwetter.

## Unfallhergang
Im Bahnhof Geilo hätte die Kreuzung der beiden Züge planmäßig um 3:10 Uhr stattfinden sollen. Allerdings versagten die Bremsen des Güterzuges noch im Gefälle vor dem Bahnhof. Als Grund dafür gab es mehrere Vermutungen:
- In den Bremszylindern habe sich aufgrund der hohen Luftfeuchtigkeit in Bergen bei der Bergfahrt bis Taugevatn Kondenswasser gebildet, das, als der Zug in den Frost-Bereich jenseits des Scheitelpunkts einfuhr, gefror und die Bremsen blockierte.
- Kriegsbedingt minderwertiges Schmieröl für die Bremsventile habe in Verbindung mit der großen Kälte verursacht, dass die Ventile nicht mehr ansprachen.[1]
- Einige der Fahrzeuge seien mit Kunze-Knorr-Bremsen ausgestattet gewesen, die für die starken Gefälle auf der Bergenbahn nicht ausgelegt gewesen seien.[1]

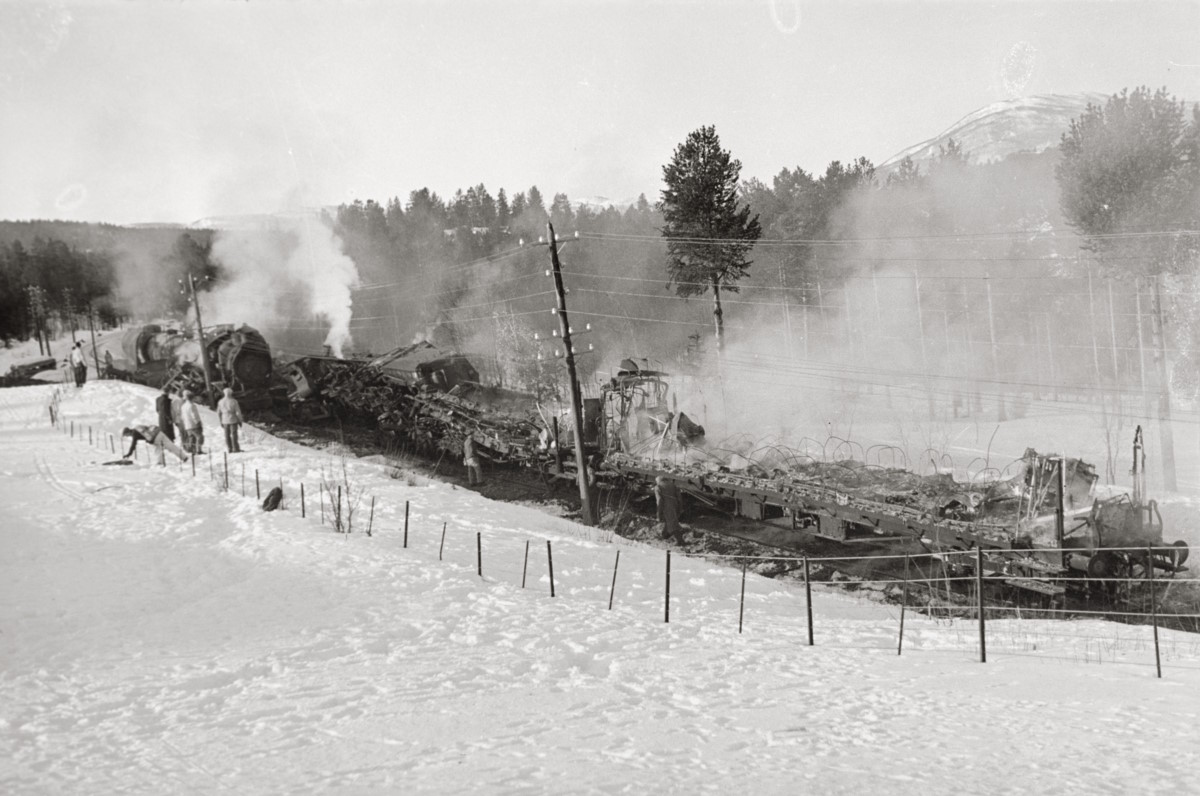
Bild der Unfallstelle

Der Lokomotivführer gab Warnsignale, als er das Bremsversagen bemerkte, woraufhin der Zugführer den Zug entlangkletterte und vergeblich versuchte, die Handbremsen anzuziehen. Lokomotivführer und Heizer sprangen von der Lokomotive ab, bevor der Zug den Bahnhof Geilo erreichte. Sie erlitten keine schwereren Verletzungen.
Der Zug durchfuhr den Bahnhof, schnitt die Weiche vom Überholungsgleis zum Streckengleis in der Bahnhofsausfahrt auf und fuhr in den durch den entgegenkommenden Personenzug besetzten Streckenabschnitt ein. Das führte zur Frontalkollision der beiden Züge in der Nähe des ehemaligen Haltepunkts „Breifoss“, wobei die Eisenbahnfahrzeuge – auch die Kesselwagen – schwer beschädigt wurden. Treibstoff lief aus und entzündete sich, wodurch mehrere der hölzernen Personenwagen in Brand gerieten.

## Folgen

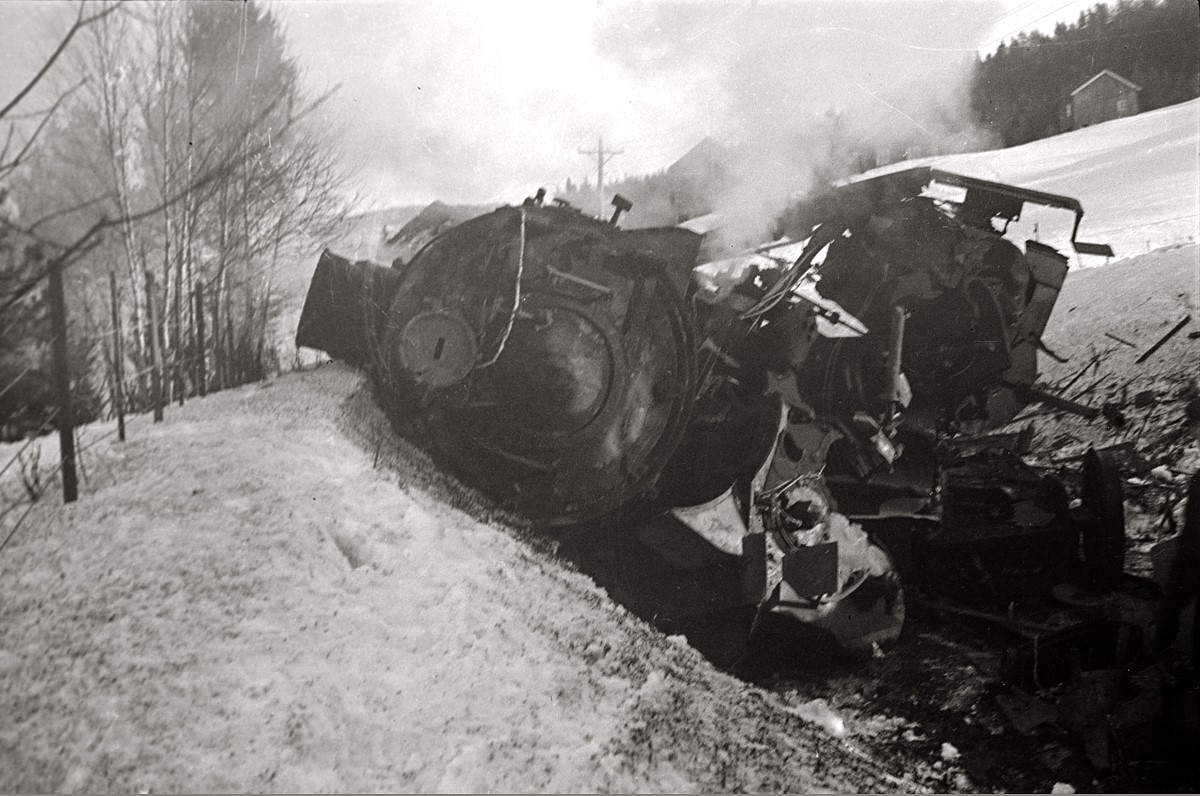
Die Lokomotive des Güterzugs

25 Norweger und eine unbekannte Anzahl Wehrmachtsangehöriger, die meisten im ersten Personenwagen, starben bei dem Unfall. Unter den Todesopfern befanden sich der Lokomotivführer und Heizer der Lokomotive des Zuges aus Oslo und die 44-jährige Schriftstellerin Ingeborg Rolfsen Grieg, die Schwester von Nordahl Grieg. Drei weitere Menschen wurden darüber hinaus schwer verletzt. Die Strecke war drei Tage lang gesperrt.
Die deutschen Besatzer vermuteten Sabotage, Lokführer und Heizer des Güterzuges wurden inhaftiert und später im Polizeihäftlingslager Grini interniert. Nach acht Monaten wurden sie freigelassen, als feststand, dass ein technischer Defekt die Ursache des Unfalls war.
Die Lokomotive Nr. 403 wurde schwer beschädigt und 1946 verschrottet, während Nr. 169 repariert werden konnte.